# Pierre Philippe Baignoux
Pierre Philippe Baignoux, né le 1er mai 1752 à Blois et décédé le 3 janvier 1848 à Tours, est un homme politique français.

## Biographie

### Avocat à Tours
Né à Blois, Pierre Philippe Baignoux est le fils de Pierre Baignoux, marchand drapier de soie à Blois, et de Marie Chartier, et neveu d'Isaïe Baignoux, orfèvre, et de Paul Baignoux, docteur en médecine.
Le grand-père de Pierre Philippe Baignoux, Isaac Baignoux, est également maître orfèvre, que son mariage avec Marguerite Viet, la fille de Marie Papin, reliait au physicien blésois Denis Papin. Dans la parentèle Baignoux, on remarque un pasteur, Timothée Baignoulx, qui doit s'exiler à Londres au moment de l'édit de Fontainebleau. 
Après avoir étudié la rhétorique au collège royal de Chinon, il fait son droit à Poitiers et à Paris. Il enseigne ensuite les sciences exactes et mécaniques à Tours.
En 1784, il publie à Paris deux ouvrages intitulés Plan de géographie méthodique et universelle et Traité de la Sphère(Tours, Legier, 1785).
Il participe en 1785 au concours ouvert par l'Académie royale de Metz sur cette question : Quelle est l’origine de l'opinion qui étend sur tous les individus d’une même famille une partie de la honte attachée aux peines infamantes que subit le coupable ? Le jury de ce concours décerne une mention honorable (accessit) à son mémoire qu'il publie aussitôt à Tours et à Paris. Mais ce sont deux autres mémoires qui sont couronnés  : celui de l'avocat Lacretelle et celui de son jeune confrère d'Arras Maximilien de Robespierre (le fameux Discours sur les peines infamantes)! 
Greffier en l'élection de Tours en 1789 et avocat à Tours lorsque débute la Révolution française, il s'engage en faveur des idées nouvelles et devient administrateur du district de Tours en 1790.

### Député d'Indre-et-Loire (1791-1792)
Le 31 août 1791, il est élu député d'Indre-et-Loire à l'Assemblée nationale législative, avec 163 voix sur 331 votants.
Siégeant à gauche avec les patriotes dits avancés, Baignoux se montre actif et apparaît relativement souvent à la tribune. Il est aussi membre du Comité des contributions.
Le 13 novembre 1791, il annonce à ses collègues qu'une insurrection a éclaté à Tours après que des prêtres réfractaires y ont ouvert une église. En mars 1792, il propose la fixation de la contribution foncière au sixième du revenu net. Le 16 mai, il fait supprimer les rentes apanagés délivrées aux deux frères du roi (les comtes de Provence et d'Artois), tous deux en exil. De plus il demande la vente de leurs biens et permet à leurs créanciers de se rembourser avec une rente viagère. 
Après la chute de la royauté, Baignoux fait décréter d'accusation les chefs du parti feuillant Antoine Barnave et Alexandre de Lameth. Il obtient le paiement des gages des serviteurs du roi et des princes qui se sont engagés comme volontaires pour défendre le pays. Enfin il fait refuser l'octroi de brevets d'invention pour les auteurs de projets financiers.

### Autres fonctions et fin de carrière
Baignoux n'est pas réélu à la Convention nationale en septembre 1792 et retourne à Tours. Le 17 décembre, il est élu maire de la ville, fonction qu'il occupe durant la Terreur, jusqu'en mai 1794, date à laquelle il est emprisonné à Paris comme modérantiste. Libéré par le 9 Thermidor, il est nommé par le Consulat magistrat de sûreté au tribunal civil de Tours. Il exerce ensuite les fonctions de juge d'instruction de 1811 à 1816, puis de simple juge jusqu'en 1831, date de sa retraite.
Au cours de sa longue retraite politique, il publie des ouvrages divers, d'algèbre, d'économie politique, et même en 1822 une vie de Gustave Vasa.
Il meurt à Tours le 3 janvier 1848, à l'âge de 95 ans.
Il avait épousé, le 30 décembre 1793 à Tours, Marie Françoise Bocher. Son épouse est la tante d'Édouard Bocher. Il est l'arrière grand-père du général Maurice Bailloud.

## Publication
- Pierre-Philippe Baignoux, Amélina, Godefroy et Augustin, ou les trois époques d'Haïti, Tours, R. Pornin et Cie, 1843, 387 p. (lire en ligne)

## Sources
- « Pierre Philippe Baignoux », dans Adolphe Robert et Gaston Cougny, Dictionnaire des parlementaires français, Edgar Bourloton, 1889-1891 [détail de l’édition]
- Dictionnaire des scientifiques de Touraine, Académie des sciences, arts et belles-lettres de Touraine, 2017
- Camille Marie Louis de Belenet, Notice généalogique sur la famille Papin, son existence ancienne, sa noblesse, ses alliances, ses illustrations : Denis Papin, Nicolas Papin et Isaac Papin, Blois, Imp. de C. Migault, 1893, p. 90-91.
- Georges-François Pottier, Pierre-Philippe Baignoux (1752-1848), maire de Tours, révolutionnaire et écrivain, Les dossiers des archives d'Indre-et-Loire, juillet 2012